# Museu Cívico de História Natural de Milão
O Museu Cívico de História Natural de Milão (em italiano  "Museo Civico di Storia Naturale di Milano" ) ou Museu Público de História Natural foi fundado em 1838.
Alguns anos antes, o naturalista e colecionador Giuseppe De Cristoforis (1803-1837), lega as suas coleções à cidade de Milão com a obrigação de fundar um museu cuja direção seria do seu amigo Giorgio Jan (1791-1866). Este, por sua vez, também lega as suas próprias coleções à cidade.
O museu foi quase que totalmente destruído por um bombardeamento em 1943 que provocou a perda da metade das coleções. Foi reconstruído após a guerra e reabriu suas portas em 1952. A sede do museu apresenta 23 salas de exposições ( cerca de  5 500 m²) e conserva quase que três milhões de objetos. Possui um conjunto de aproximadamente cem dioramas, sendo o mais rico da Itália. A biblioteca possui 120.000 volumes e recebe 4.000 revistas.